# Tang Soo Do
Tang Soo Do, kurz TSD (koreanisch 당수도, McCune-Reischauer Tangsudo, Revidierte Romanisierung Dangsudo), ist eine Kampfkunst aus Korea. Der koreanische Begriff mit den Hanjas (chinesische Schriftzeichen) – 唐手道 – bedeutet wörtlich „Weg der chinesischen Hand“ bzw. sinngemäß „Lehre der Chinesischen Technik“ oder „Schule der Chinesischen Kampftechnik“. Als „Tang Soo Doin“ verstehen sich hauptsächlich jene, die ihre Kunst direkt oder indirekt auf die fünf koreanischen Schulen in den 1940er Jahren in Korea zurückführen. Dabei gehört aufgrund von Verbreitung und Popularität die Schule des Moo Duk Kwans (MR Mudŏkkwan, RR Mudeokgwan, Hangeul 무덕관; Hanja 武德館) von Meister Hwang Ki weltweit zu den bekanntesten Varianten des „Tang Soo Do“-Kampfsports.
Trainingsinhalte sind vor allem Hyeong (Formen), Gicho (Grundtechniken) und Daeryeon (Daeryon) (Partnerübungen).

## Etymologie und Ursprung

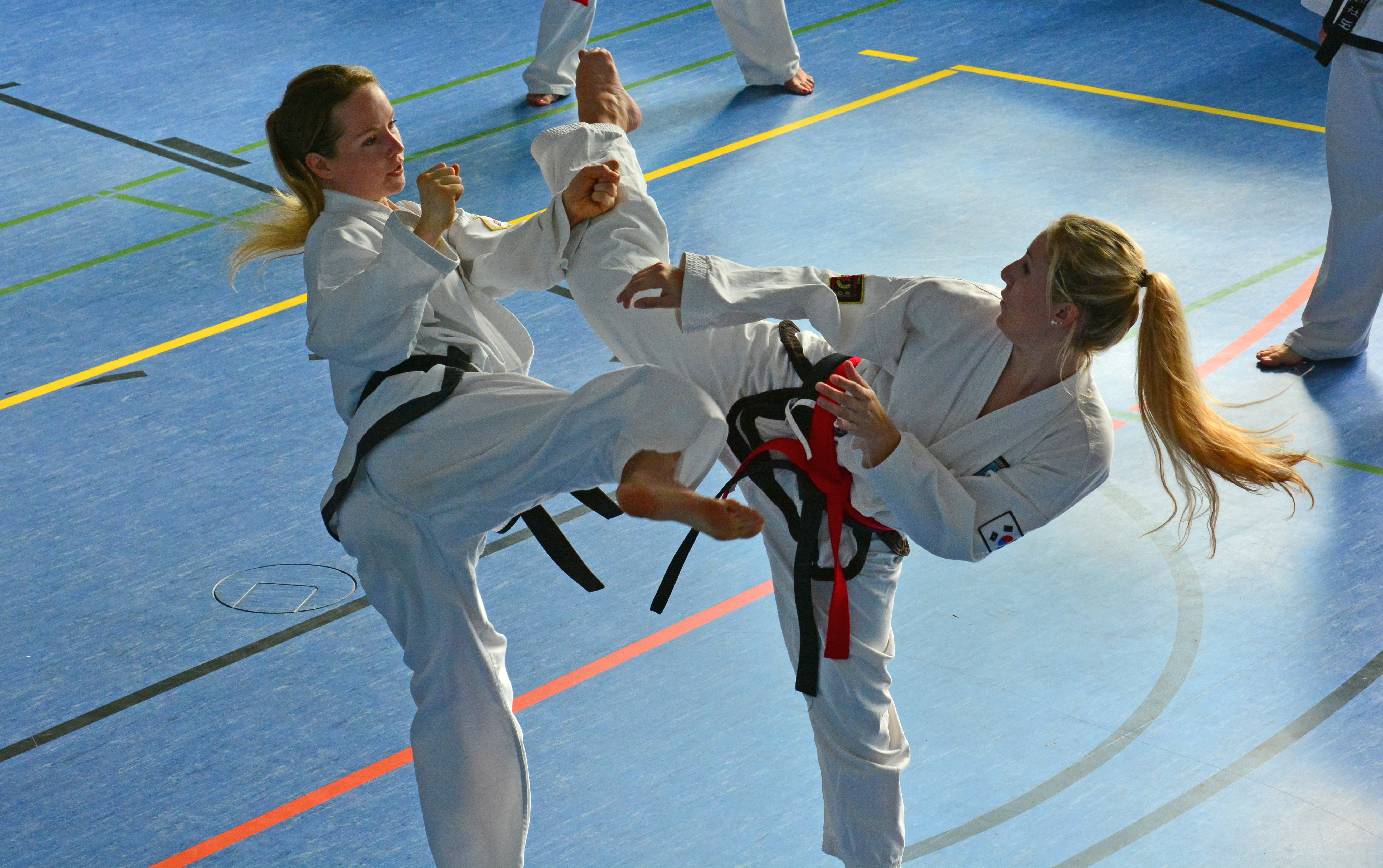
Taekwondo – Kampfkunst-Varietät derselben Sache, Uetersen 2014

Die Ursprünge des koreanischen Tang Soo Do liegen auf Okinawa bei den Ryūkyū-Inseln im historischen Königreich Ryūkyū. Dort wurde die einheimische Kampfkunst zunächst mit dem okinawanischen Begriff „Ti“ bzw. „Dī“ (jap. Te, Kanji 手) bezeichnet, der wörtlich „Hand“ – hier „Technik“ – bedeutet. Als durch den regen Handel zwischen Okinawa und dem feudalen China Kampfkunstmeister nach Okinawa kamen und ihre chinesische Kampfkunst lehrten, wurde diese zur Abgrenzung als „Tōtī“ bzw. „Tōdī“ (ryūkyū Tōtī, jap. Tōde, Kanji 唐手, „Technik der Tang“, sinngemäß „Technik aus China“) bezeichnet. Später wurde diese Kampfkunst in Uchinādī (ryūkyū Uchinātī, jap. Okinawa-Te, Kanji 沖縄手), wörtlich „Hand aus Okinawa“ – hier „Technik aus Okinawa“, umbenannt, um der Kunst einen einheimischen Charakter zu geben.
Als Funakoshi Gichin Anfang des 20. Jahrhunderts das „Tōdī“ (ryūkyū „Tōtī“) nach Japan brachte, wurden die Kanjis (chinesische Schriftzeichen) für „Tōdī“ (ryūkyū „Tōtī“), die sowohl auf Okinawa als auch in Japan verwendet werden, dort japanisch als KaraTe (wörtlich „Hand der Tang“ oder besser „Technik der Tang“) bezeichnet. Der erste Bestandteil kara – から ist jedoch nicht eindeutig, sondern die gleiche Aussprache zweier verschiedener, homophoner Begriffe, deren einer mit dem Schriftzeichen für „fremdländisch“ bzw. für „Tang-China“ – 唐 geschrieben wird, der andere mit dem Schriftzeichen für „leer“ – 空. Funakoshi legte den Bestandteil kara – から schließlich auf die Bedeutung „leer“ – 空 fest, so dass von nun an kein Bezug mehr zum Ursprung aus dem China der Tang-Dynastie erkennbar war. Seitdem wird Karate meist mit „leere Hand“ übersetzt.
In Japan wurde später häufig der Begriff Do – 道 angehängt, also „Karate-Do“. Dies folgte einem Trend, der etwa seit dem 19. Jahrhundert in der japanischen Kampfkunst-Landschaft zu beobachten ist: Die Kampfkünste Ju-Do, Aiki-Do, Ken-Do oder Kyū-Dō erhielten in dieser Zeit ebenfalls einen Namen, der auf -Do endete. Der sinojapanische Begriff „Do“ bedeutet wörtlich „Weg“, „Straße“ oder „Pfad“. Hiermit ist der philosophische Bestandteil der Kampfkunst gemeint.
Während der Besetzung Koreas durch Japan (1910 bis 1945) wurde „Karate-Do“ auch in Korea gelehrt bzw. von Koreanern in Japan erlernt. Der koreanische Begriff für Karate lautet, entweder Dangsu (MR Tangsu, 당수; 唐手, wörtlich „Hand der Tang“ oder „Hand aus China“) oder Gongsu (MR Kongsu, 공수; 空手, wörtlich „leere Hand“). In der Fachliteratur und auch bei den Praktizierenden hat sich die Schreibweise Tang Soo Do nach McCune-Reischauer etabliert. Die Schreibweise Dangsudo nach der späteren revidierten Romanisierung hat sich nicht durchgesetzt.
Der Begriff „Tang Soo Do“ entstand als koreanische Lesart des japanischen Begriffs „Karate-Do“, als dieser in Japan noch mit denselben Schriftzeichen (Kanji 唐手道) wie in Korea (Hanja 唐手道) geschrieben wurde. Nach der nationalistischen Bewegung gegen Ende der Meiji-Zeit am Anfang des 20. Jahrhunderts wurde die Schreibweise der japanischen Kanjis von „Karate-Do“ in Japan geändert – Kanji „唐手道 ‚Weg der Tang-Technik; Weg der chinesischen Hand‘ → 空手道 ‚Weg der Leeren Hand‘“. Heute heißt das japanische „Karatedo“ in Korea „Kongsudo“ (RR Gongsudo, Hangeul 공수도, Hanja 空手道).

### Hanja, Kanji, Hanzi
In Ostasien etablierten sich, ähnlich dem Latein oder Griechisch in Europa („Abendland“), die chinesischen Schriftzeichen als Schrift und „Kulturträger“. So wurden diese in Vietnam (Chữ Nôm) und heute weiterhin in Korea (Hanja teilweise), Japan bzw. Okinawa (Kanji) und selbstredend in China (Hanzi) verwendet. Allerdings werden die gleichen Schriftzeichen in den verschiedenen Sprachen verschieden ausgesprochen bzw. bezeichnet. Aufgrund der jeweiligen historischen und kulturellen Entwicklungen können sich ihre Bedeutungen verschieden stark voneinander unterscheiden.
| Allgemein | MR   | RR   | Hangeul | Hanja | Bemerkung |
| --------- | ---- | ---- | ------- | ----- | --- |
| Tang      | Tang | Dang | 당      | 唐    | bezeichnet die chinesische Tang-Dynastie, auch ein allgemeines Synonym für China                                                   |
| Soo       | Su   | Su   | 수      | 手    | bedeutet wörtlich „Hand“, kontextabhängig hier „Technik“ oder „Methode“                                                            |
| Do        | Do   | Do   | 도      | 道    | bedeutet wörtlich „Weg“, „Pfad“, „Route“, sinngemäß „geistiger Weg“, kontextabhängig hier „Lehre“, „Schule“ – einer „Denkrichtung“ |

## Geschichte
Durch den Einmarsch japanischer Truppen in Korea 1905 und die anschließende Besatzung wurde die koreanische Kultur japanisiert. Japaner, die Budo gelernt hatten, ließen sich in Korea nieder und Koreaner, die in Japan studierten, lernten Budo. Bereits vor der Kapitulation Japans 1945 beherrschten einige Koreaner die „chinesische Hand“ – später auch als „leere Hand“ bekannt – so weit, dass sie Kampfkunstschulen (MR Kwan, RR Gwan, Hangeul 관; Hanja 館) in Korea gründeten. In den 1940er-Jahren ist die erste Generation der fünf ursprünglichen Schulen (Kwan) entstanden. In den 1950ern folgten weitere Gründungen. Nachfolgende Liste führt in chronologischer Reihenfolge die Schulgründungen auf:

### 1940er Jahre
| Schule         | Jahr | Ort     | Gründer       | MR            | RR             | Hangeul | Hanja  | Bemerkung                    |
| -------------- | ---- | ------- | ------------- | ------------- | -------------- | ------- | ------ | ---------------------------- |
| Song Moo Kwan  | 1943 | Kaesŏng | Ro Byung-jick | Song Mu Kwan  | Song Mu Gwan   | 송무관  | 松武館 | Schüler von Funakoshi Gichin |
| Cheong Do Kwan | 1944 | Seoul   | Lee Won-kuk   | Chung Do Kwan | Cheong Do Gwan | 청도관  | 靑濤館 | Schüler von Funakoshi Gichin |
| Moo Duk Kwan   | 1945 | Seoul   | Hwang Kee     | Mu Deok Kwan  | Mu Deok Gwan   | 무덕관  | 武德館 | —                            |
| Chang Moo Kwan | 1946 | Seoul   | Yoon Byung-in | Chang Mu Kwan | Chang Mu Gwan  | 창무관  | 彰武館 | Schüler von Kanken Tōyama    |
| Ji Do Kwan     | 1946 | Seoul   | Chun Sang-sup | Ji Do Kwan    | Ji Do Gwan     | 지도관  | 智道館 | Schüler von Funakoshi Gichin |

### 1950er Jahre
| Schule       | Jahr | Ort   | Gründer                      | MR            | RR            | Hangeul | Hanja  | Bemerkung                                                                                 |
| ------------ | ---- | ----- | ---------------------------- | ------------- | ------------- | ------- | ------ | ----------------------------------------------------------------------------------------- |
| Han Moo Kwan | 1954 | —     | Lee Kyo-yoon                 | Han Mu Kwan   | Han Mu Gwan   | 한무관  | 韓武館 | Schüler von Chun Sang-Sup; einer der neun Kwans, die den Kukkiwon für Taekwondo gründete. |
| Oh Do Kwan   | 1955 | —     | Choi Hong-hi, Nam Tae-hi     | O Do Kwan     | O Do Gwan     | 오도관  | 吾道館 | Choi war Schüler von Funakoshi Gichin; Nam war Schüler von Lee Won-kuk                    |
| Kang Duk Won | 1956 | —     | Hong Jong-pyo, Park Chul-hee | Gang Deok Won | Gang Deok Won | 강덕원  | 講德院 | —                                                                                         |
| Jung Do Kwan | 1956 | Seoul | Lee Young-woo                | Jung Do Kwan  | Jeong Do Gwan | 정도관  | 正道館 | —                                                                                         |

Diese neun „Kwan“ bzw. „Gwan“ (Hangeul 관, Hanja 館) oder „Dojang“ (도장, 道場, also Dōjō) bildeten zusammen das Fundament der „chinesischen Hand“ in Korea. Zusammen formten sie später das Kukkiwon. General Choi Hong-hi versuchte, sie unter dem Namen „Koreanische Tae Kwon Do Vereinigung“ zu einen und zu standardisieren, wobei er die Ähnlichkeit mit dem Begriff Taekgyeon (eine traditionelle koreanische Kampfkunst) bewusst forcierte. Gleichfalls nannte Hwang Ki bereits am 30. Juni 1960 seinen Verband in Korea, der aus dem Mu Deok Gwan hervorgegangen war, in Koreanische Su Bahk Do Moo Duk Kwan Vereinigung um – nach RR-Umschrift Koreanische Subak Do Mu Deok Gwan Vereinigung. Subak (Subahk) ist eine historische koreanische Kampfkunst, die jedoch nicht überliefert wurde. 1995 zum 50. Gründungsjubiläum nannte Hwang Ki, der Gründer des Tang Soo Do Mu Duk Kwans, der inzwischen in die USA emigriert war, seinen eigenen Verband in Amerika offiziell in Soo Bahk Do Mu Duk Kwan bzw. U.S. Soo Bahk Do Moo Duk Kwan Federation Inc. um – nach RR-Umschrift Subak Do Mu Deok Gwan. Die Bezeichnung Su Bahk Do – RR Subak Do, 수박도, 手搏道 – steht wörtlich etwa für „Das Dao der Hand-Kampftechnik“.

### 1960er Jahre
Während der Abwesenheit von Choi als Botschafter in Malaysia wurde Chois Vereinigung 1961 in „Koreanische Tae Soo Do Vereinigung“ umbenannt. Als Choi 1965 zurückkehrte, wurde er direkt zum Präsidenten der Vereinigung gewählt und änderte „Tae Soo Do“ (RR Taesudo, 태수도; 跆手道) in „Tae Kwon Do“ (RR Taegwondo, 태권도; 跆拳道). Obwohl Choi in diesem Amt nicht lange weilte, wurde der Name „Tae Kwon Do“ von nun an beibehalten. Ungeachtet dieser Namenswechsel unterrichteten Lehrer im Ausland ihre Kunst als „koreanisches Karate“, „Tang Soo Do“ oder „Taekwondo“.

### 1970er Jahre
Spätestens nach der Eröffnung des Kukkiwon 1973 war Hwangs Mu Deok Gwan die letzte Schule in Korea, die im Ausland als Tang Soo Do firmierte. Aus diesem Grund nennen sich heute primär deren Schüler Tang Soo Doin.

„Ein Name ist nicht mehr als ein Name. Alle Stile sind prinzipiell gleich, ungeachtet der Namen, unter denen sie bekannt sind.“

Dieses Zitat veranschaulicht das Verhältnis des Tang Soo Do zu Namen sehr gut. Denn die Bandbreite der Namen (Karate-Do, Taekwon-Do, Dangsu-Do, Subak-Do) steht letztlich immer für verschiedene Variationen derselben Sache mit verschiedenen Schwerpunkten.

## Tang Soo Do in Deutschland
Als Schüler Shin Jae-chuls, eines Schülers Hwang Kis, war Klaus Trogemann 1982 einer der Gründungstrainer der World Tang Soo Do Association und seinem 1995 gegründeten Verband Deutsche Tang Soo Do Vereinigung sind 15 Schulen angeschlossen.
1996 bildete sich im Deutschen Karateverband ebenfalls eine Tang Soo Do Gruppe, die primär von Norbert Kraus, einem ehemaligen Schüler von Klaus Trogemann, geleitet wird. Mittlerweile gehören fünf Schulen zu dieser Gruppierung.
Weitere Verbände, die wenige Schulen vereinen, existieren.

## Inhalte

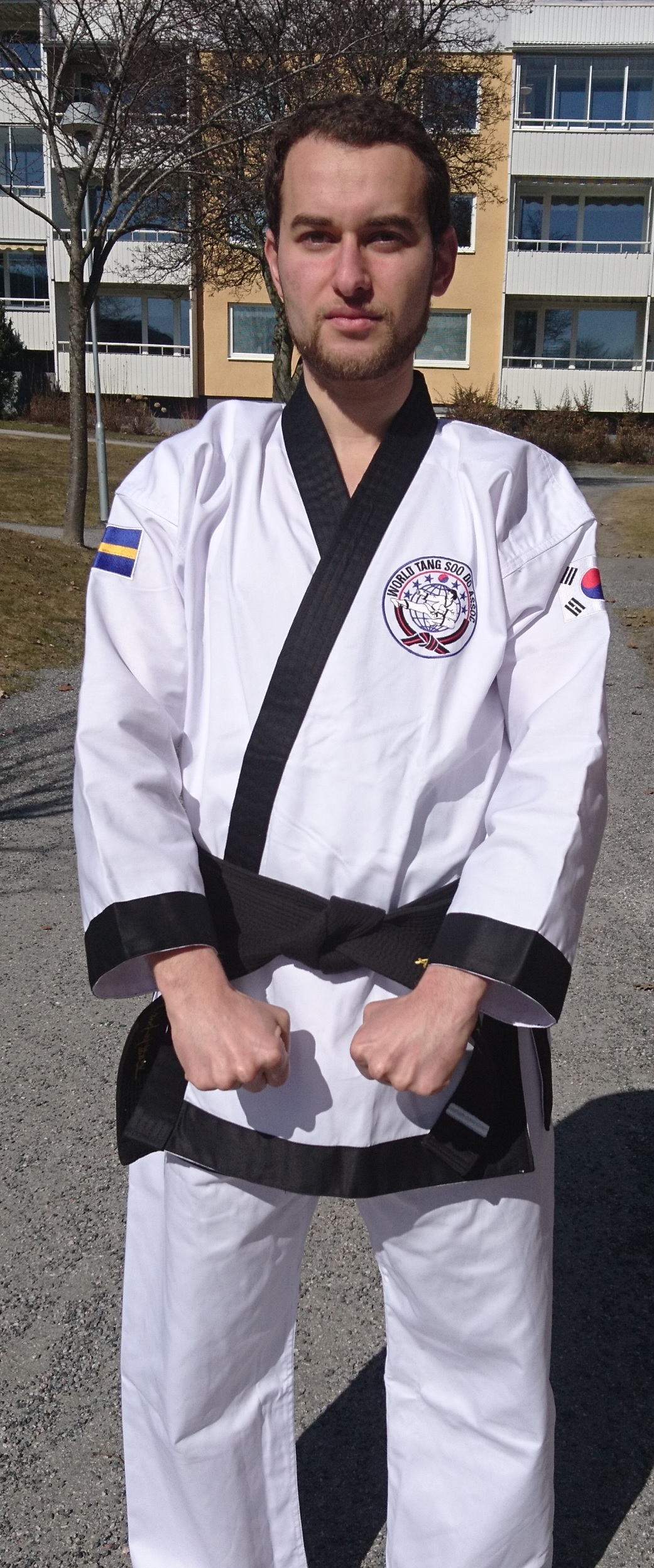
Tang Soo Do-Dan-Träger

### Hyeong
Eine Hyeong (MR Hyŏng; Hangeul 형; Hanja 形), auch Form genannt, ist ein stilisierter Kampf gegen mindestens einen imaginären Gegner. Sowohl die Schrittfolgen als auch die Techniken sind zumindest grundlegend festgelegt. Die genaue Ausführung variiert nach Verband, Trainer und Übendem.
Im Tang Soo Do werden hauptsächlich Hyeongs gelehrt, die ihren Ursprung in Okinawa haben:
- fünf Pyong Ahn
- drei Ki Cho
- die Bassai
- drei Naihanchi
- die Sip Soo
- die Kong Sang Koon
- die Jin Do (Chintō)
- die Rohai
- die Wanshu
- die Sei Shan (Hangetsu)
- die Jion
- die Oh Sip Sa Bo (Gojūshiho)

Weitere Hyeongs sind die von Hwang Ki geschaffenen Chilseong Hyeongs (MR Chilsung Hyŏng; 칠숭형; 七星形), wörtlich „Sieben Sterne-Form“. Auch Anfängerhyeongs existieren wie die Sekye Hyeongs (MR Sae Kye Hyŏng; 세계형) der WTSDA oder die Gicho Hyeongs (MR Ki Cho Hyŏng; 기초형; 基礎形) von Hwang Ki, wörtlich „Grund-Form“, „Basis-Form“.

### Mugisul
Mugisul (MR Mukisul, 무기술; 武器術) bedeutet Waffentechnik. Die Handhabung der Waffen in Tang Soo Do – Mugisul – wird nicht in allen Verbänden und deswegen nicht in jeder Schule gelehrt. Jeder Trainingsteil kann prinzipiell mit Waffen trainiert werden. Bekannte Mugi, also Waffen (MR Muki; 무기; 武器), sind Jang Bong – Langstock – (MR Jang Bong; 장봉; 長棒), Dan Bong – Kurzstock – (MR Dan Bong; 단봉; 短棒), Dan Geom – Messer, wörtlich Kurzschwert – (MR Dan Gŏm; 단검; 短劍) und Jang Geom – Schwert, wörtlich Langschwert – (MR Jang Gŏm; 장검; 長劍).
Es werden sowohl Verteidigungen gegen diese Waffen, als auch Hyeong, Gicho und Daeryeon (Daeryon) mit Waffen gelehrt.

### Gicho
Gicho (MR Kicho; 기초; 基礎, wörtlich Basis, Fundament), auch Grundtechniken oder Grundschule, ist das Ausführen einer oder mehrerer Techniken hintereinander auf Kommando. Ziel ist es hierbei grundlegende Techniken aus den Hyeongs zu verinnerlichen und isoliert zu üben, um nicht mehr über diese nachdenken zu müssen.

### Daeryeon (Daeryon)
Daeryeon (Daeryon) (MR Taeryŏn, 대련; 對鍊, wörtlich Übung/Training mit dem Gegenüber) wird meist mit einem Partner, manchmal mit mehreren Partnern geübt. Hierbei haben sich verschiedene Arten der Partnerübungen mit verschiedenen Zielen herausgebildet.
Beim Sambo Daeryeon (Sambo Daeryon) werden drei Angriffe nacheinander vom Angreifer ausgeführt und der Verteidiger blockt erst diese drei, bevor er kontert.
Primäres Trainingsziel ist es hier die Augen-Hand-Koordination und die Geschwindigkeit/Kraft beim Blocken zu üben.
Anders als beim Sambo Daeryeon (Sambo Daeryon) wird beim Ilbo Daeryeon (Ilbo Daeryon) direkt nach dem Abwehren eines Angriffs eine oder mehrere Gegentechniken ausgeführt.
Schließlich werden im Hosinsul Befreiungen, Hebel, Würfe, Feger und Fallschule geübt.

## Philosophie
Der in Tang Soo Do enthaltene Begriff Do steht im weiteren Sinne für Philosophie. Sie ist daher ein wichtiges Element dieser Kampfkunst.

### Meditation
Die obligatorische Kurzmeditation zu Beginn und Ende jedes Trainings ist primär ein Besinnen auf das Training und ein Zur-Ruhe-Kommen.
Aber auch längere Mediationen zum Studium der Hyeongs, Gicho oder auch des Daeryeon (Daeryon), um sich der Techniken, der Abläufe, der Prozesse klar zu werden, sind üblich.
Teilweise wird das Meditieren über rein philosophische Inhalte praktiziert, was im regulären Training selten bis gar nicht vorkommt.

### Grundsätze
Jae Chul Shin hat in seinem Gup Manual sieben Grundsätze des Tang Soo Do publiziert:
- Loyalität
- Respekt
- Wertschätzung
- Entschlossenheit
- Selbstbeherrschung
- Demut
- Menschlichkeit

### Kampf
Im Tang Soo Do werden folgende drei Regeln als die wichtigsten Regeln des Kampfes angesehen:
- Der größte Kampf ist der mit sich selbst.
- Nur im Notfall ist der Kampf zur Selbstverteidigung geeignet.
- Der beste Kampf ist der vermiedene Kampf.

## Etikette
Unabhängig vom jeweiligen Rang wird im Tang Soo Do der Lehrer Sabeom-nim genannt.
Wichtig in jedem Training sind die Begrüßungs- und Verabschiedungsrituale. Neben Verbeugungen der Schüler gegenüber dem Lehrer und Ehrerbietungen zur Flagge, wird eine kurze Meditation zur Besinnung auf das Training zelebriert. Auch das Dojang wird rituell geehrt, indem beim Eintritt der Eintretende die Flagge grüßt und sich vor dem Lehrer/der Raummitte verbeugt.
Als respektlos gegenüber dem Lehrer werden verschränkte Arme, in die Hüfte gestützte Hände, das Zeigen der Fußsohlen und das Händeschütteln, sofern es ein Rangniederer gegenüber einem Ranghöheren beginnt, gewertet.

### Begrüßungsritual
Sauber in Reihen nach dem Grad und Dienstalter aufgestellt, leitet der ranghöchste Schüler die Begrüßungszeremonie:
- Charyeot: Alle schließen die Beine und die Hände sind flach an der Seite.
- Gukgi Bae Rye: Die Flagge wird gegrüßt, indem die rechte Faust zum Herz geht.
- Baro: Der Flaggengruß wird beendet, die Faust geht zurück.
- Anja: Alle setzen sich ab.
- Muk Nyeom: Kurze Meditation und Besinnung auf das Training mit geschlossenen Augen.
- Baro: Alle stehen wieder auf.
- Sabeom-nim e gyeong-nye: Alle verbeugen sich vor dem Lehrer.

### Kleidung

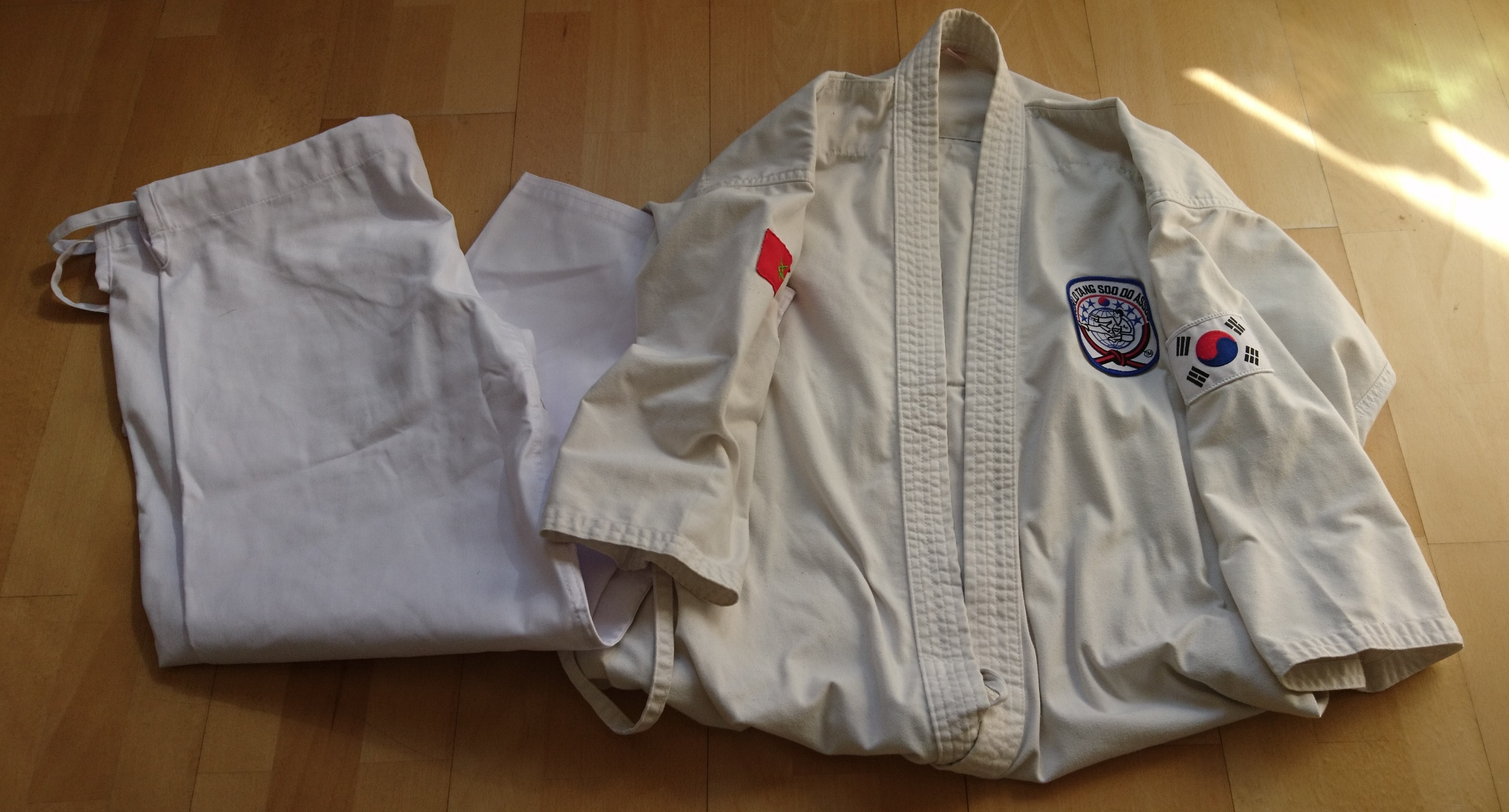
Tang Soo Do Dobok eines Schülers

Ähnlich wie im Karate-Do werden im Tang Soo Do weiße Kampfanzüge (Dobok, Hangeul 도복; Hanja 道服) getragen. Diese bestehen aus einer Hose mit Gummi- oder Schnürbund und einer Jacke, die durch einen Gürtel zusammengehalten wird. Der Gürtel dient auch zum Tragen von Waffen wie Messern, Schwertern oder Stöcken, weswegen er robust und beständig ist. Die Jacke sollte weder zu dick (größere Anstrengung), noch zu dünn (Reißgefahr beim Packen) sein und die Hose sollte nicht zu dünn (Fallübungen) sein.

### Graduierungen
Schülergrade werden nach schulinternen Richtlinien abgenommen, die aber innerhalb von Verbänden auch genormt sein können. Dabei ist der Hauptgrund für die Zulassung die Charakterentwicklung und nicht ausschließlich die gezeigten Techniken. Auch stellt sich dabei die Frage, wie man bestimmte Leistungsziele besser erreichen kann, statt einen Prüfling durchfallen zu lassen.
Die zehn Schülergrade beginnen meist mit der 10. Stufe (kup oder gup, Hangeul 급; Hanja 級). Jeder dieser Stufen ist eine Gürtelfarbe zugeordnet, meist in der Reihenfolge weiß, gelb, grün, blau und rot. Gelegentlich werden die Kragen entsprechend der Gürtelfarbe eingefärbt (meist erst ab der Stufe rot).
Im Gegensatz zu den meisten Kampfkünsten existiert im Tang Soo Do ein Rang, der zwischen den Stufen und Dan-Graden liegt: Der Cho Dan Bo (Dan-Anwärter). In diesem Stadium soll der Anwärter seinen Meister davon überzeugen, dass er zum Unterrichten fähig ist und die Basis-Techniken entsprechend beherrscht. Die Gürtelfarbe ist entweder dunkelblau oder ein roter Gürtel mit einem schwarzen Längsstreifen.
Ursprünglich waren die Dan-Grade im Tang Soo Do mitternachtsblau, mittlerweile sind sie größtenteils schwarz. Im Tang Soo Do werden die einzelnen Dan-Grade als weiße Streifen festgehalten.
Trainer ab dem vierten Dan tragen meist keine weißen Streifen an ihrem Gürtel, sondern einen schwarzen Gürtel mit einem roten Längsstreifen und in manchen Verbänden wie der World Tang Soo Do Association werden ab dem sechsten Dan zwei rote Längsstreifen getragen.
Auch weiß-rot und schwarz-rot geblockte Gürtel werden von höheren Meistern getragen.

### Prüfungen
Schüler-Prüfungen werden nach schulinternen Richtlinien abgenommen, die innerhalb von Verbänden genormt sein können. Der Hauptgrund für die Zulassung ist die Charakterentwicklung und nicht ausschließlich die gezeigten Techniken.
Die Dan-Prüfungen, zu denen die Cho Dan Bo-Prüfung zählt, sind nicht als Prüfungen in akademischer oder schulischer Art zu verstehen, da meist ein Vorbereitungslehrgang die Prüflinge schon vorsortiert und deshalb die Prüfung ein Fest zum Präsentieren der Leistungen gegenüber möglichst vielen Danträgern verschiedener Herkunft ist.
Auch werden Danprüfungen meist überregional abgehalten.

### Titel
Aktuell sind folgende Titel üblich:
- Ein Gwanjang-nim (Schulleiter/Verbandsvorsitzende, Hangeul 관장님; Hanja 館長任)[37] wird meist als Leiter eines Stils verstanden.
- Ein Sabeom-nim (Meister/Lehrer, Hangeul 사범님; Hanja 師範任)[38] hat mindestens den vierten Dan und eine eigene Schule.
- Ein Gyosa-nim (Lehrer/Schwarzgurt, Hangeul 교사님; Hanja 敎師任)[39] ist jeder Danträger, der regelmäßig Training gibt.

## Wettkampf – Turniere
Da der Wettkampf das Technikrepertoire durch Regeln und Vorschriften beschränkt, ist Wettkampftraining im Tang Soo Do eher selten zu finden. Typische Disziplinen bei Tang Soo Do Turnieren sind Sparring, Hyeong, Mugi-Hyeongs und Gyeokpa (Bruchtest).
Da Tang Soo Do in Deutschland keine flächendeckende Verbreitung hat, existieren keine Ligen, Bezirksmeisterschaften oder ähnliches, sondern meist offene Nationalmeisterschaften wie die Deutschen Meisterschaften der deutschen Tang Soo Do Vereinigung.

## Persönlichkeiten
Besonders bekannt ist Chuck Norris, der in Korea bei Jae Chul Shin Tang Soo Do erlernte und in den USA einige Schulen besitzt. Norris war der erste Träger des 8. Dan, der nicht aus Asien kam.